# El hipnotista
El hipnotista (Hypnotisören en sueco o The Hypnotist en inglés) es una película sueca, estrenada en 2013, dirigida por Lasse Hallström. Está basada en el libro homónimo escrito por Lars Kepler el año 2012.

## Argumento
Tras la brutal masacre de una familia de las afueras de Estocolmo, el comisario de la policía judicial Joona Linna (Tobias Zilliacus) cuenta con un testigo ocular: el hijo adolescente de dicha familia, que a duras penas logró sobrevivir y no se puede expresar por medios convencionales. Pero cuando la hermana mayor del joven desaparece misteriosamente y todo apunta a que pueda convertirse en el próximo objetivo del asesino, el comisario Linna deberá convencer a un hipnotizador puesto en entredicho, Erik Maria Bark (Mikael Persbrandt), para que rompa su juramento de no volver a practicar jamás la hipnosis e intente acceder al chico, iniciando así un peligroso viaje a la insondable oscuridad del inconsciente humano.

## Reparto
- Tobias Zilliacus - Joona Linna
- Mikael Persbrandt - Erik Maria Bark
- Lena Olin - Simone Bark
- Helena af Sandeberg - Daniella
- Jonatan Bökman - Josef
- Oscar Pettersson - Benjamin
- Eva Melander - Magdalena
- Anna Azcarate - Lydia
- Johan Hallström - Erland
- Göran Thorell - Stensund

## Premios
- 2012: El Festival de San Sebastián: Sección oficial a concurso